# Campionatul Mondial de Atletism din 2022 - 4x100 m (masculin)
Proba masculină de ștafetă 4x100 de metri de la Campionatul Mondial de Atletism din 2022 a avut loc pe 22 și 23 iulie 2022 pe Hayward Field din Eugene, SUA.

## Timpul de calificare
Timpul standard pentru calificare a fost stabilit la prezența în primele 10 echipe la World Relays 2021, alte 6 echipe urmând a fi admise ulterior.

## Program
Ora este ora SUA (UTC-7) 
| Data     | Oră   | Etapă      |
| -------- | ----- | ---------- |
| 22 iulie | 18:05 | Calificări |
| 23 iulie | 19:50 | Finala     |

## Rezultate

### Calificări
Primele trei echipe din fiecare serie s-au calificat în finală (C), alături de alte două echipe cu cel mai bun timp.
| Loc | Serie | Culoar | Țară                       | Atleți | Timp  | Note  |
| --- | ----- | ------ | -------------------------- | --- | ----- | ----- |
| 1   | 1     | 7      | Statele Unite ale Americii | Christian Coleman, Noah Lyles, Elijah Hall, Marvin Bracy                                                  | 37,87 | C     |
| 2   | 2     | 5      | Franța                     | Méba-Mickaël Zeze, Pablo Matéo, Ryan Zeze, Jimmy Vicaut                                                   | 38,09 | C, SB |
| 3   | 2     | 7      | Canada                     | Aaron Brown, Jerome Blake, Brendon Rodney, Andre De Grasse                                                | 38,10 | C, SB |
| 4   | 2     | 2      | Africa de Sud              | Henricho Bruintjies, Emile Erasmus, Clarence Munyai, Akani Simbine                                        | 38,31 | C, SB |
| 5   | 2     | 8      | Jamaica                    | Ackeem Blake, Kemar Bailey-Cole, Conroy Jones, Jelani Walker                                              | 38,33 | c, SB |
| 6   | 2     | 3      | Brazilia                   | Rodrigo do Nascimento, Felipe Bardi, Derick Silva, Erik Cardoso                                           | 38,41 | c, SB |
| 7   | 1     | 4      | Marea Britanie             | Adam Gemili, Zharnel Hughes, Nethaneel Mitchell-Blake, Reece Prescod                                      | 38,49 | C     |
| 8   | 1     | 8      | Ghana                      | Sean Safo-Antwi, Benjamin Azamati, Joseph Oduro Manu, Joseph Amoah                                        | 38,58 | C, SB |
| 9   | 2     | 6      | Spania                     | Bernat Canet, Pol Retamal, Jesús Gómez, Sergio López                                                      | 38,70 | SB    |
| 10  | 2     | 4      | Italia                     | Lorenzo Patta, Filippo Tortu, Fausto Desalu, Chituru Ali                                                  | 38,74 | SB    |
| 11  | 1     | 1      | Germania                   | Kevin Kranz, Joshua Hartmann, de⁠(Owen Ansah)[Ansah&page=de&targettitle=de traduceți] , Lucas Ansah-Peprah | 38,83 |       |
| 12  | 1     | 5      | China                      | Tang Xingqiang, Xie Zhenye, Su Bingtian, Chen Guanfeng                                                    | 38,83 | SB    |
| 13  | 1     | 6      | Țările de Jos              | Hensley Paulina, Taymir Burnet, Joris van Gool, Raphael Bouju                                             | 39,07 |       |
|     | 2     | 1      | Danemarca                  | Simon Hansen, Frederik Schou-Nielsen, Tobias Larsen, Kojo Musah                                           | DNF   |       |
|     | 1     | 2      | Nigeria                    | Raymond Ekevwo, Godson Oghenebrume, Udodi Onwuzurike, Favour Ashe                                         | DS    |       |
|     | 1     | 3      | Japonia                    | Ryuichiro Sakai, Ryota Suzuki, Koki Ueyama, Hiroki Yanagita                                               | DS    |       |

### Finala
Finala a avut loc pe 23 iulie.
| Loc | Culoar | Țară                       | Atleți                                                                | Timp  | Note |
| --- | ------ | -------------------------- | --------------------------------------------------------------------- | ----- | ---- |
| 1   | 4      | Canada                     | Aaron Brown, Jerome Blake, Brendon Rodney, Andre De Grasse            | 37,48 | RN   |
| 2   | 3      | Statele Unite ale Americii | Christian Coleman, Noah Lyles, Elijah Hall, Marvin Bracy              | 37,55 | SB   |
| 3   | 6      | Marea Britanie             | Jona Efoloko, Zharnel Hughes, Nethaneel Mitchell-Blake, Reece Prescod | 37,83 | SB   |
| 4   | 2      | Jamaica                    | Ackeem Blake, Yohan Blake, Oblique Seville, Jelani Walker             | 38,06 | SB   |
| 5   | 8      | Ghana                      | Sean Safo-Antwi, Benjamin Azamati, Joseph Oduro Manu, Joseph Amoah    | 38,07 | RN   |
| 6   | 7      | Africa de Sud              | Emile Erasmus, Gift Leotlela, Clarence Munyai, Akani Simbine          | 38,10 | SB   |
| 7   | 1      | Brazilia                   | Rodrigo do Nascimento, Felipe Bardi, Derick Silva, Erik Cardoso       | 38,25 | SB   |
|     | 5      | Franța                     | Méba-Mickaël Zeze, Pablo Matéo, Ryan Zeze, Jimmy Vicaut               | DS    |      |